# Đại học quốc lập Gifu
Đại học Gifu (Gifu Daigaku) là một trường đại học quốc gia tại thành phố Gifu tỉnh Gifu, Nhật Bản. Nó đôi khi được viết tắt là Gidai (岐大) hoặc Gifudai (岐阜大, với “Gifudai” là chữ viết tắt phổ biến nhất được sử dụng trên khắp Nhật Bản.

## Ngành đào tạo

### Các khoa

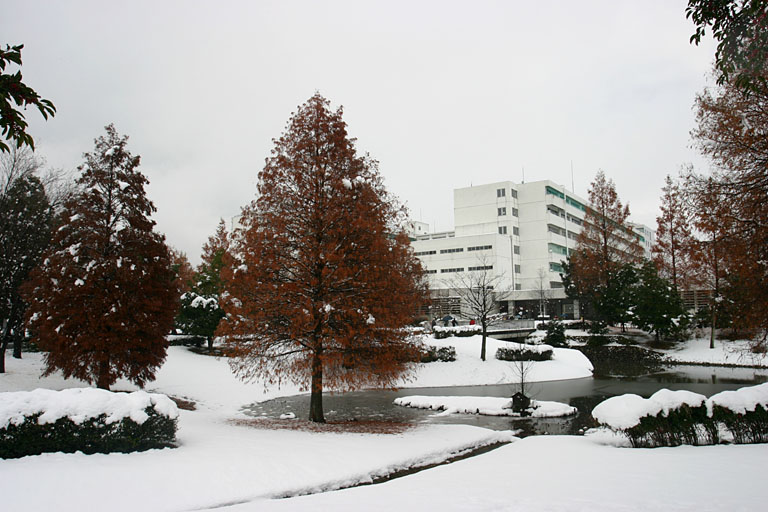
Khoa Kỹ thuật, đại học Gifu

- Khoa Giáo dục
- Khoa Địa phương học
- Đại học Y dược
- Khoa Kỹ thuật

- Khoa Công nghệ sinh học ứng dụng
- Khoa Nông nghiệp

### Các viện, đào tạo sau đại học
- Viện nghiên cứu Giáo dục
- Viện nghiên cứu Địa phương học
- Viện nghiên cứu Y dược
- Viện nghiên cứu Kỹ thuật
- Viện nghiên cứu Nông nghiệp
- Viện nghiên cứu liên kết Công nghệ nông nghiệp
Đại học Shizuoka và Đại học Shinshu hợp tác với đại học Gifu thành lập.
- Viện nghiên cứu liên kết Thú y
Đại học Nông nghiệp và Thú y Obihiro, đại học Iwate và đại học Nông nghiệp và Công nghệ Tokyo hợp tác với đại học Gifu thành lập.

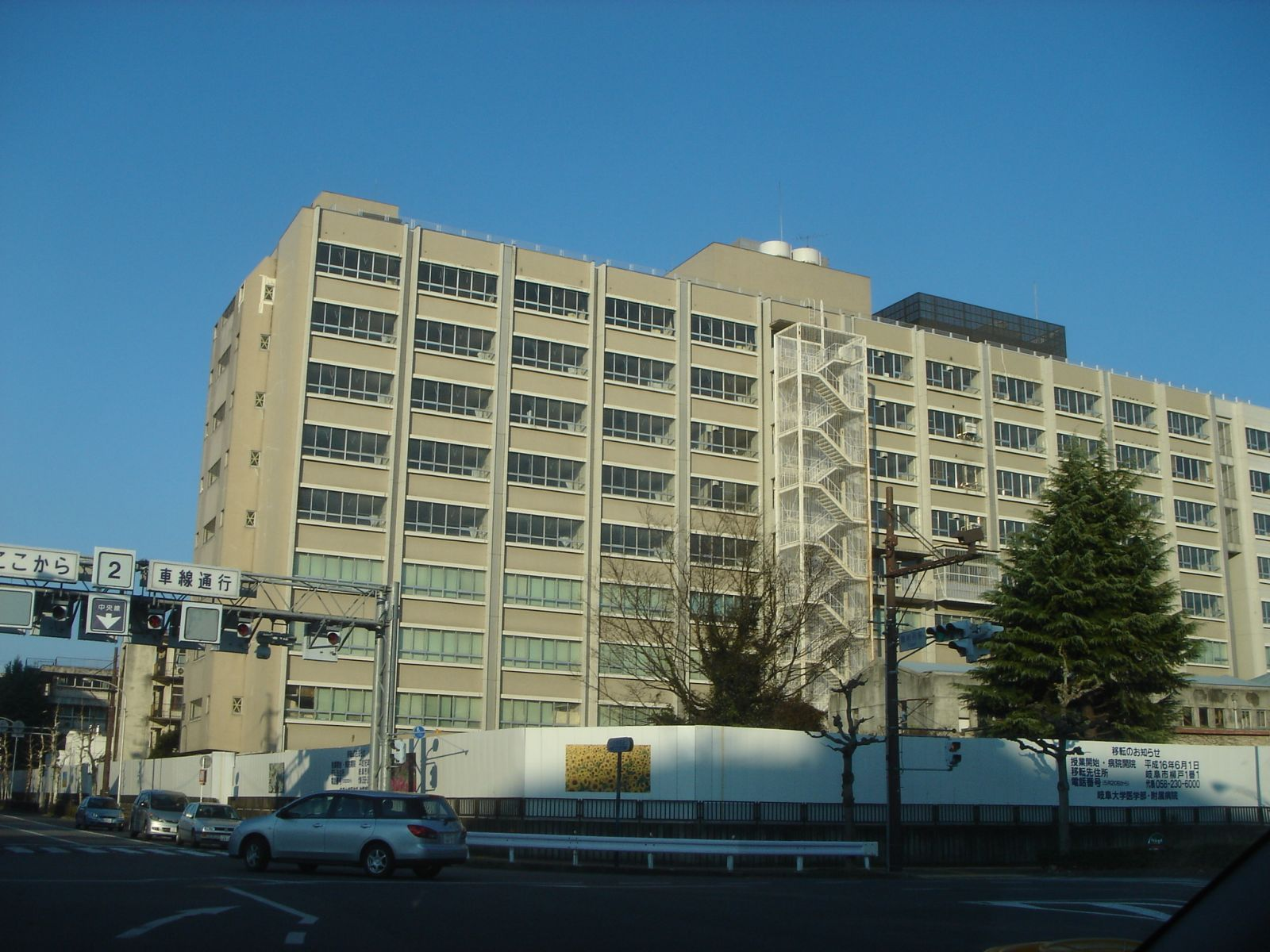
Bệnh viện đại học Gifu

- Viện liên kết nghiên cứu Chế tạo dược phẩm và Khoa học thông tin y tế